# Kawasaki Throttle Responsive Ignition Control
K-TRIC staat voor: Kawasaki Throttle Responsive Ignition Control.
Dit is een sensor van Kawasaki motorfietsen die het ontstekingstijdstip aanpast aan de stand van de gasklep en ook aan de snelheid waarmee het gas wordt opengedraaid. Hierdoor reageert de motor beter op het gas. Het systeem werd gepresenteerd op de Kawasaki ZX-6R en ZX-9R van 1998.